# Монтклер (Њу Џерзи)
Монтклер (енгл. Montclair) град је у америчкој савезној држави Њу Џерзи.

## Демографија
По попису из 2000. године број становника је 38.977.
| Група             | 2000.          | 2010.    |
| Белци             | 22.268 (57,1%) | 0 (0,0%) |
| Афроамериканци    | 12.497 (32,1%) | 0 (0,0%) |
| Азијати           | 1.228 (3,2%)   | 0 (0,0%) |
| Хиспаноамериканци | 1.995 (5,1%)   | 0 (0,0%) |
| Укупно            | 38.977         | 0        |